# 난이도
난이도(Degree of difficulty, DD)는 여러 스포츠 및 시험, 대회에서 기술, 성과 또는 코스의 기술적으로 어려운 정도를 나타내기 위해 종종 득점 요소로 사용되는 개념이다. 채점 난이도가 높은 스포츠에는 볼더링, 크로스컨트리 스키, 다이빙, 승마, 피겨스케이팅, 프리스타일 스키, 체조, 리듬 체조, 서핑, 아티스틱스위밍, 트램폴린 등이 있다. 난이도는 일반적으로 점수가 주관적인 성과 판단에 의존하는 스포츠에서 객관적인 척도로 사용된다.

## 스포츠

### 다이빙
국제 수영 연맹은 높이, 공중제비와 비틀기 횟수, 자세, 접근, 진입을 포함하는 5가지 공식에 따라 다이빙의 난이도를 계산한다. 심사위원의 총점에 다이빙 난이도를 곱하여 총점을 결정한다.

### 피겨스케이팅
피겨스케이팅에서 각 점프 요소에는 난이도를 반영하여 기본 값이 지정된다. 이러한 기본 값은 회전 수와 사용된 모서리를 포함한 요소를 고려한다. 스케이터가 점프 요소를 수행할 때 이는 테크니컬 패널에 의해 식별된다. 식별된 각 요소에 대해 심사위원단은 스케이터의 실행에 따라 -5에서 5까지의 실행 등급(GOE) 점수를 할당한다. 그런 다음 GOE 점수를 점프 요소의 기본 값에 더하거나 빼서 각 요소의 총점을 결정한다. 수행된 각 요소에 대한 점수의 합은 스케이터의 총점 중 기술 점수 구성 요소를 형성한다.

## 킬러 문항
킬러 문항은 난이도가 높은 문제의 일종으로, 출제기관이 상위권 시험 수강자의 변별력을 판단하기 위하여 의도적으로 시험에 포함하는 초고난도 문제이다. 다만 킬러 문항이 변별력 확보가 가능한 것인가에 대해서는 회의적인 의견이 존재한다.

## 같이 보기
- 심판 (스포츠)